# Bergen (powiat Weißenburg-Gunzenhausen)

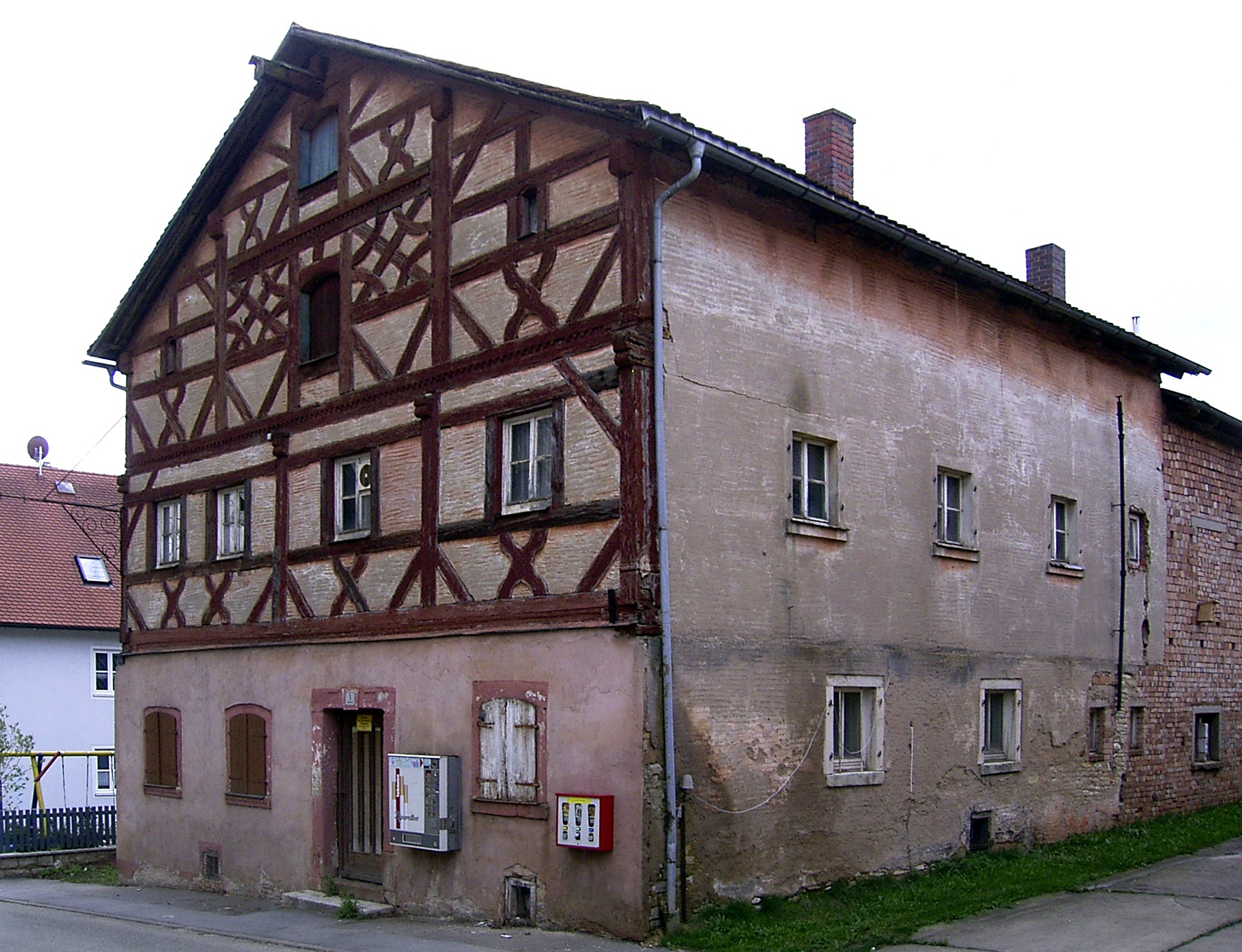
Zajazd Lamm

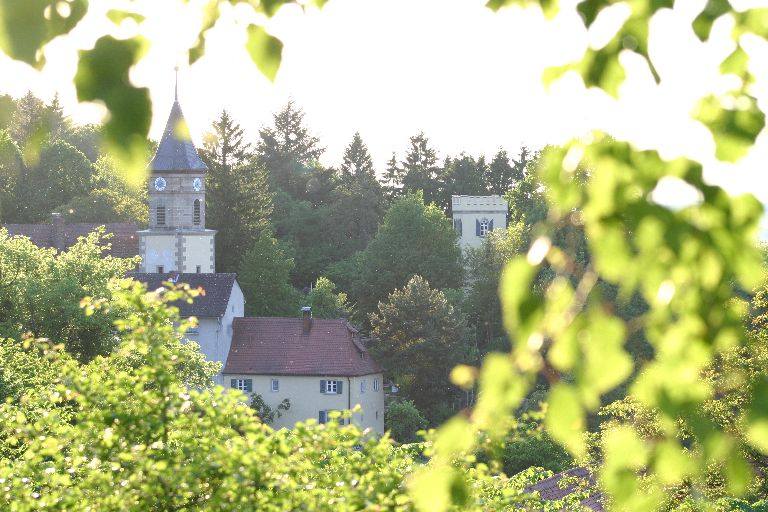
Dzielnica Geyern

Bergen – miejscowość i gmina w Niemczech, w kraju związkowym Bawaria, w rejencji Środkowa Frankonia, w powiecie Weißenburg-Gunzenhausen, wchodzi w skład wspólnoty administracyjnej Nennslingen. Leży w Jurze Frankońskiej, około 10 km na północny wschód od Weißenburg in Bayern.

## Dzielnice
W skład gminy wchodzą następujące dzielnice: Bergen, Geyern, Kaltenbuch, Syburg, Thalmannsfeld

## Demografia
| Rok  | Liczba mieszk. |
| ---- | -------------- |
| 1970 | 1 056          |
| 1987 | 981            |
| 2000 | 1 115          |
| 2013 | 1 135          |

## Oświata
(na 1999)

W gminie znajduje się 50 miejsc przedszkolnych (38 dzieci).